# Вацлав Депо
Ва̀цлав То̀маш Дѐпо (на полски: Wacław Tomasz Depo) е полски римокатолически духовник, доктор по догматика, университетски преподавател, ректор на Радомската висша духовна семинария (1992 – 2006), епископ на Замойско-Любачовската епархия (2006 – 2011), ченстоховски архиепископ митрополит от 2012 година.

## Биография
Вацлав Депо е роден на 27 септември 1953 година в Шидловец, в работническото самейство на Леокардия и Кажимеж Депо. Завършва Общообразоватен лицей „Хентик Шенкевич“ в родния си град, след което постъпва за обучение във Висшата духовна семинария в Сандомеж. Ръкоположен е за свещеник на 3 юни 1978 година от Пьотър Голебьовски, титулярен епископ на Паниум. Служи като викарий в енорията на село Стромец, близо до Бялобжеги. Впоследствие учи в Люблинския католически университет (ЛКУ), където в 1980 година защитава магистърска теза. През 1984 година защитава докторска дисертация по догматично богословие на тема „Керигматичният Христос в учението на М. Кьолер“ (на полски: Chrystus kerygmatyczny w nauce M. Koehlera). Същата година започва да преподава догматично и икуменическо богословие, както и въведение в богословието във Висшата духовна семинария и Богословския институт в Радом. В периода 1992 – 2006 година е ректор на семинарията. На 4 май 2004 година папа Йоан Павел го удостоява с титлата „Почетен прелат на Негово Светейшество“. От 2000 до 2006 година води лекции в университет „Кардинал Стефан Вишински“ във Варшава. През 2007 година започва да преподава в ЛКУ.
На 5 август 2006 година папа Бенедикт XVI го номинира за замойско-любачовски епископ. Приема епископско посвещение (хиротония) на 9 септември от ръката на Юзеф Михалик, пшемишълски архиепископ, в съслужие със Зигмунт Жимовски, радомски епископ и Ян Шрутва, почетен замойско-любачовски епископ. На 29 декември 2011 година е номиниран за ченстоховски архиепископ митрополит. Приема канонично архиепархията и влиза тържествено в ченстоховската катедрала като архиепископ на 2 февруари 2012 година. На 29 юни в Рим приема от ръцете на папата митрополитския палиум.